# Gouvernement ben Habtour
Pour les articles homonymes, voir gouvernement de salut national.
Yémen
Gouvernement intérimaire yéménite al-Rahawi
Le gouvernement Abdel Aziz ben Habtour, ou gouvernement de salut national, est le gouvernement yéménite non reconnu internationalement et entré en fonction le 4 octobre 2016.
Abdel Aziz ben Habtour est chargé de former un « gouvernement de salut national ». Son gouvernement fait face aux gouvernements ben Dagher, Saïd 1 et Saïd 2 qui sont successivement reconnus par la communauté internationale.

## Historique
Le 2 octobre 2016, les Houthis chargent Abdel Aziz ben Habtour de former un gouvernement dissident. Le 4 octobre, il forme son gouvernement composé de vingt-sept ministres.
Le gouvernement est composé de ministres des Houthis, du Congrès général du peuple, de sudistes, d'indépendants et de cinq femmes. De même, pressenti pour devenir ministre du Commerce, le trafiquant d'armes Fares Manaa est finalement recalé.
Il n'est cependant pas reconnu par l'ONU, la France et le Royaume-Uni.
Le 28 novembre 2016, le gouvernement est remanié. La nouvelle équipe, totalisant quarante-deux ministres, est composée de Houthis et des membres pro-Saleh du Congrès général du peuple. Le 10 décembre 2016, le gouvernement obtient la confiance des 156 membres de la Chambre des députés présents.
Le 6 avril 2017, ben Habtour démissionne, après des tensions avec les Houthis. En effet, Saleh al-Sammad avait refusé que le ministre des Affaires étrangères Hicham Charaf Abdallah soit, comme voulu par le Congrès général du peuple, aussi ministre du Plan.
En octobre 2017, le ministre de la Jeunesse et des Sports, face à une grève des enseignants, Hassan Mohammed Zaïd, propose d'envoyer des élèves et leurs professeurs au front, et de suspendre l'année scolaire.
Le 13 décembre 2017, quelques jours après la mort d'Ali Abdallah Saleh lors de la bataille de Sanaa contre les Houthis, ben Habtour décide de retirer sa démission.
Le 11 novembre 2018, le ministre de l'Information, Abdel Salam Jaber, fait défection et rejoint le camp loyaliste en prenant la fuite vers l'Arabie saoudite.

## Composition

### Initiale (4 octobre 2016)
| Portefeuille                     | Titulaire | Titulaire              | Parti |
| -------------------------------- | --------- | ---------------------- | ----- |
| Premier ministre                 |           | Abdel Aziz ben Habtour | CGP   |
| Ministre des Affaires étrangères |           | Abou Bakr al-Kirbi     | CGP   |
| Ministre de la Défense           |           | Hussein Nagui Khairan  | Sans  |
| Ministre de l'Intérieur          |           | Jalal al-Roweichan     | Sans  |

### Remaniement du 28 novembre 2016
- Les nouveaux ministres sont indiqués en gras, ceux ayant changé d'attributions en italique.

| Portefeuille                                                            | Ministre                                                 |
| ----------------------------------------------------------------------- | -------------------------------------------------------- |
| Premier ministre                                                        | Abdel Aziz ben Habtour                                   |
| Vice-Premier ministre Chargé des Affaires de sécurité                   | Jalal al-Roweichan                                       |
| Vice-Premier ministre Chargé des Affaires intérieures                   | Akram Attia                                              |
| Vice-Premier ministre Chargé des Affaires économiques                   | Hussein Abdallah Mkabouli                                |
| Ministre de l'Administration locale                                     | Ali ben Ali al-Kays                                      |
| Ministre des Affaires étrangères                                        | Hicham Charaf Abdallah                                   |
| Ministre des Affaires juridiques                                        | Abdelrahman Ahmed al-Moukhtar                            |
| Ministre des Affaires sociales et du Travail                            | Faiqah al-Sayed Ba'alawi                                 |
| Ministre de l'Agriculture                                               | Ghazi Ahmed Mohsen                                       |
| Ministre des Assurances                                                 | Talal Aklan                                              |
| Ministre de la Communication et des Technologies                        | Jilaydan Mahmmoud Jilaydan (jusqu'au 16/12/2017)         |
| Ministre de la Communication et des Technologies                        | Mousfer Abdallah Saleh al-Noumeïr (depuis le 16/12/2017) |
| Ministre de la Culture                                                  | Abdallah Ahmad al-Kibsi                                  |
| Ministre de la Défense                                                  | Mohamed al-Atifi                                         |
| Ministre du Dialogue national et de la Réconciliation                   | Ahmed Saleh al-Ganie                                     |
| Ministre des Droits de l'homme                                          | Alia Faisal Abdellatif al-Chaba                          |
| Ministre de l'Eau et de l'Environnement                                 | Nabil Abdallah al-Wazair                                 |
| Ministre de l'Éducation et de l'Enseignement                            | Yahia Badreddine al-Houthi                               |
| Ministre de l'Enseignement supérieur                                    | Hussein Ali Hazeb                                        |
| Ministre de l'Enseignement technique et de la Formation professionnelle | Mohsen Ali al-Nakib                                      |
| Ministre de l'Énergie et de l'Électricité                               | Lotf Ali al-Jermouzi                                     |
| Ministre d'État, membre du Conseil des ministres                        | Fares Manaa                                              |
| Ministre d'État, membre du Conseil des ministres                        | Nabih Mohsen Abou Nachtan                                |
| Ministre d'État, membre du Conseil des ministres                        | Radhiyah Mohammad Abdallah                               |
| Ministre d'État, membre du Conseil des ministres                        | Aubayd Salem ben Dhabia                                  |
| Ministre d'État, membre du Conseil des ministres                        | Hamid Awadh al-Mizjaji                                   |
| Ministre d'État, membre du Conseil des ministres                        | Abdelaziz Ahmed al-Bakir                                 |
| Ministre d'État Chargé avec les Relations avec le Parlement             | Ali Abdallah Abo Houlaykah                               |
| Ministre des Affaires des expatriés                                     | Mohammed Saeed al-Machjari                               |
| Ministre des Finances                                                   | Saleh Ahmed Chaaban                                      |
| Ministre de l'Information                                               | Ahmed Mohammed Hamed                                     |
| Ministre de l'Industrie et du Commerce                                  | Abdou Mohammed Bichr                                     |
| Ministre de l'Intérieur                                                 | Mohamed Abdallah al-Kawsi (jusqu'au 13/12/2017)          |
| Ministre de l'Intérieur                                                 | Abdelhakim Ahmed al-Mawri (depuis le 13/12/2017)         |
| Ministre de la Justice                                                  | Ahmed Abdallah Akabat                                    |
| Ministre de la Pêche                                                    | Mohammad Mohammad al-Zoubayri                            |
| Ministre du Pétrole                                                     | Thiyab Mohsen ben Maeli                                  |
| Ministre de la Santé et de la Population                                | Mohammed Salem ben Hafidh (jusqu'au 30/09/2017)          |
| Ministre du Plan et de la Coopération internationale                    | Yasser al-Awadi (jusqu'en 04/2017)                       |
| Ministre du Plan et de la Coopération internationale                    | Hicham Charaf Abdallah (intérim)                         |
| Ministre du Plan et de la Coopération internationale                    | Abdelaziz al-Koumaïm (jusqu'en 07/2017)                  |
| Ministre de la Jeunesse et des Sports                                   | Hassan Mohammed Zaïd                                     |
| Ministre du Tourisme                                                    | Nasser Mahfouz Bagazkoz                                  |
| Ministre des Transports                                                 | Zakaria Yahya al-Chami                                   |
| Ministre des Travaux publics                                            | Ghalib Abdallah Moutlaq                                  |
| Ministre des Waqfs                                                      | Charaf Ali al-Koulaisi                                   |

### Remaniement du1erjanvier 2018
- Les nouveaux ministres sont indiqués en gras, ceux ayant changé d'attributions en italique.

| Portefeuille                                                            | Ministre                          |
| ----------------------------------------------------------------------- | --------------------------------- |
| Premier ministre                                                        | Abdel Aziz ben Habtour            |
| Vice-Premier ministre Chargé des Affaires de sécurité                   | Jalal al-Roweichan                |
| Vice-Premier ministre Ministre des Finances                             | Hussein Abdallah Mkabouli         |
| Vice-Premier ministre Chargé des Services                               | Mahmoud Abdel Kader al-Jounaïd    |
| Ministre de l'Administration locale                                     | Ali ben Ali al-Kays               |
| Ministre des Affaires étrangères                                        | Hicham Charaf Abdallah            |
| Ministre des Affaires juridiques                                        | Abdelrahman Ahmed al-Moukhtar     |
| Ministre des Affaires sociales et du Travail                            | Faiqah al-Sayed Ba'alawi          |
| Ministre de l'Agriculture                                               | Ghazi Ahmed Mohsen                |
| Ministre des Assurances                                                 | Talal Aklan                       |
| Ministre de la Communication et des Technologies                        | Mousfer Abdallah Saleh al-Noumeïr |
| Ministre de la Culture                                                  | Abdallah Ahmad al-Kibsi           |
| Ministre de la Défense                                                  | Mohamed al-Atifi                  |
| Ministre du Dialogue national et de la Réconciliation                   | Ahmed Saleh al-Ganie              |
| Ministre des Droits de l'homme                                          | Alia Faisal Abdellatif al-Chaba   |
| Ministre de l'Eau et de l'Environnement                                 | Nabil Abdallah al-Wazair          |
| Ministre de l'Éducation et de l'Enseignement                            | Yahia Badreddine al-Houthi        |
| Ministre de l'Enseignement supérieur                                    | Hussein Ali Hazeb                 |
| Ministre de l'Enseignement technique et de la Formation professionnelle | Mohsen Ali al-Nakib               |
| Ministre de l'Énergie et de l'Électricité                               | Lotf Ali al-Jermouzi              |
| Ministre d'État, membre du Conseil des ministres                        | Fares Manaa                       |
| Ministre d'État, membre du Conseil des ministres                        | Nabih Mohsen Abou Nachtan         |
| Ministre d'État, membre du Conseil des ministres                        | Radhiyah Mohammad Abdallah        |
| Ministre d'État, membre du Conseil des ministres                        | Aubayd Salem ben Dhabia           |
| Ministre d'État, membre du Conseil des ministres                        | Hamid Awadh al-Mizjaji            |
| Ministre d'État, membre du Conseil des ministres                        | Abdelaziz Ahmed al-Bakir          |
| Ministre d'État Chargé avec les Relations avec le Parlement             | Ali Abdallah Abo Houlaykah        |
| Ministre des Affaires des expatriés                                     | Mohammed Saeed al-Machjari        |
| Ministre de l'Information                                               | Abdel Salam Jaber                 |
| Ministre de l'Industrie et du Commerce                                  | Abdou Mohammed Bichr              |
| Ministre de l'Intérieur                                                 | Abdelhakim Ahmed al-Mawri         |
| Ministre de la Justice                                                  | Ahmed Abdallah Akabat             |
| Ministre de la Pêche                                                    | Mohammad Mohammad al-Zoubayri     |
| Ministre du Pétrole et des Ressources minérales                         | Ahmed Abdullah Naji Dars          |
| Ministre du Plan et de la Coopération internationale                    | Abdelaziz al-Koumaïm              |
| Ministre de la Jeunesse et des Sports                                   | Hassan Mohammed Zaïd              |
| Ministre du Tourisme                                                    | Nasser Mahfouz Bagazkoz           |
| Ministre des Transports                                                 | Zakaria Yahya al-Chami            |
| Ministre des Travaux publics                                            | Ghalib Abdallah Moutlaq           |
| Ministre des Waqfs                                                      | Charaf Ali al-Koulaisi            |

### Remaniement du 12 mai 2018
- Les nouveaux ministres sont indiqués en gras, ceux ayant changé d'attributions en italique.

| Portefeuille                                                            | Ministre                                       |
| ----------------------------------------------------------------------- | ---------------------------------------------- |
| Premier ministre                                                        | Abdel Aziz ben Habtour                         |
| Vice-Premier ministre Chargé des Affaires de sécurité                   | Jalal al-Roweichan                             |
| Vice-Premier ministre Ministre des Finances                             | Hussein Abdallah Mkabouli                      |
| Vice-Premier ministre                                                   | Mohammed Salem ben Hafidh                      |
| Vice-Premier ministre Chargé des Affaires de sécurité                   | Jalal al-Roweichan                             |
| Ministre de l'Administration locale                                     | Ali ben Ali al-Kays                            |
| Ministre des Affaires étrangères                                        | Hicham Charaf Abdallah                         |
| Ministre des Affaires juridiques                                        | Abdelrahman Ahmed al-Moukhtar                  |
| Ministre des Affaires sociales et du Travail                            | Faiqah al-Sayed Ba'alawi (jusqu'au 29/07/2018) |
| Ministre des Affaires sociales et du Travail                            | Obaid Salem ben Dhabe'a                        |
| Ministre de l'Agriculture                                               | Ghazi Ahmed Mohsen                             |
| Ministre des Assurances                                                 | Talal Aklan                                    |
| Ministre de la Communication et des Technologies                        | Mousfer Abdallah Saleh al-Noumeïr              |
| Ministre de la Culture                                                  | Abdallah Ahmad al-Kibsi                        |
| Ministre de la Défense                                                  | Mohamed al-Atifi                               |
| Ministre du Dialogue national et de la Réconciliation                   | Ahmed Saleh al-Ganie                           |
| Ministre des Droits de l'homme                                          | Alia Faisal Abdellatif al-Chaba                |
| Ministre de l'Eau et de l'Environnement                                 | Nabil Abdallah al-Wazair                       |
| Ministre de l'Éducation et de l'Enseignement                            | Yahia Badreddine al-Houthi                     |
| Ministre de l'Enseignement supérieur                                    | Hussein Ali Hazeb                              |
| Ministre de l'Enseignement technique et de la Formation professionnelle | Mohsen Ali al-Nakib (jusqu'en 07/2018)         |
| Ministre de l'Énergie et de l'Électricité                               | Lotf Ali al-Jermouzi                           |
| Ministre d'État, membre du Conseil des ministres                        | Fares Manaa                                    |
| Ministre d'État, membre du Conseil des ministres                        | Nabih Mohsen Abou Nachtan                      |
| Ministre d'État, membre du Conseil des ministres                        | Radhiyah Mohammad Abdallah                     |
| Ministre d'État, membre du Conseil des ministres                        | Aubayd Salem ben Dhabia                        |
| Ministre d'État, membre du Conseil des ministres                        | Hamid Awadh al-Mizjaji                         |
| Ministre d'État, membre du Conseil des ministres                        | Abdelaziz Ahmed al-Bakir                       |
| Ministre d'État Chargé avec les Relations avec le Parlement             | Ali Abdallah Abo Houlaykah                     |
| Ministre des Affaires des expatriés                                     | Mohammed Saeed al-Machjari                     |
| Ministre de l'Information                                               | Abdel Salam Jaber                              |
| Ministre de l'Industrie et du Commerce                                  | Abdou Mohammed Bichr                           |
| Ministre de l'Intérieur                                                 | Abdelhakim Ahmed al-Mawri                      |
| Ministre de la Justice                                                  | Ahmed Abdallah Akabat                          |
| Ministre de la Pêche                                                    | Mohammad Mohammad al-Zoubayri                  |
| Ministre du Pétrole et des Ressources minérales                         | Ahmed Abdullah Naji Dars                       |
| Ministre de la Santé et de la Population                                | Taha Ahmed Mohammed al-Motawakil               |
| Ministre du Plan et de la Coopération internationale                    | Abdelaziz al-Koumaïm                           |
| Ministre de la Jeunesse et des Sports                                   | Hassan Mohammed Zaïd                           |
| Ministre du Tourisme                                                    | Nasser Mahfouz Bagazkoz                        |
| Ministre des Transports                                                 | Zakaria Yahya al-Chami                         |
| Ministre des Travaux publics                                            | Ghalib Abdallah Moutlaq                        |
| Ministre des Waqfs                                                      | Charaf Ali al-Koulaisi                         |

### Remaniement du 2 octobre 2018
- Les nouveaux ministres sont indiqués en gras, ceux ayant changé d'attributions en italique.

| Portefeuille                                                            | Ministre                                                             |
| ----------------------------------------------------------------------- | -------------------------------------------------------------------- |
| Premier ministre                                                        | Abdel Aziz ben Habtour                                               |
| Vice-Premier ministre Chargé des Affaires de sécurité                   | Jalal al-Roweichan                                                   |
| Vice-Premier ministre Ministre des Finances                             | Hussein Abdallah Mkabouli                                            |
| Vice-Premier ministre                                                   | Mohammed Salem ben Hafidh                                            |
| Vice-Premier ministre Chargé des Affaires de sécurité                   | Jalal al-Roweichan                                                   |
| Ministre de l'Administration locale                                     | Ali ben Ali al-Kays                                                  |
| Ministre des Affaires étrangères                                        | Hicham Charaf Abdallah                                               |
| Ministre des Affaires juridiques                                        | Abdelrahman Ahmed al-Moukhtar                                        |
| Ministre des Affaires sociales et du Travail                            | Obaid Salem ben Dhabe'a                                              |
| Ministre de l'Agriculture et de l'Irrigation                            | Abdel Malik Hussein al-Thour                                         |
| Ministre des Assurances                                                 | Talal Aklan                                                          |
| Ministre de la Communication et des Technologies                        | Mousfer Abdallah Saleh al-Noumeïr                                    |
| Ministre de la Culture                                                  | Abdallah Ahmad al-Kibsi                                              |
| Ministre de la Défense                                                  | Mohamed al-Atifi                                                     |
| Ministre du Dialogue national et de la Réconciliation                   | Ahmed Saleh al-Ganie                                                 |
| Ministre des Droits de l'homme                                          | Alia Faisal Abdellatif al-Chaba                                      |
| Ministre de l'Eau et de l'Environnement                                 | Nabil Abdallah al-Wazair                                             |
| Ministre de l'Éducation et de l'Enseignement                            | Yahia Badreddine al-Houthi                                           |
| Ministre de l'Enseignement supérieur et de la Formation professionnelle | Ghazi Ahmed Ali                                                      |
| Ministre de l'Énergie et de l'Électricité                               | Lotf Ali al-Jermouzi                                                 |
| Ministre d'État, membre du Conseil des ministres                        | Fares Manaa                                                          |
| Ministre d'État, membre du Conseil des ministres                        | Nabih Mohsen Abou Nachtan                                            |
| Ministre d'État, membre du Conseil des ministres                        | Radhiyah Mohammad Abdallah                                           |
| Ministre d'État, membre du Conseil des ministres                        | Aubayd Salem ben Dhabia                                              |
| Ministre d'État, membre du Conseil des ministres                        | Hamid Awadh al-Mizjaji                                               |
| Ministre d'État, membre du Conseil des ministres                        | Abdelaziz Ahmed al-Bakir                                             |
| Ministre d'État Chargé avec les Relations avec le Parlement             | Ali Abdallah Abo Houlaykah                                           |
| Ministre des Affaires des expatriés                                     | Mohammed Saeed al-Machjari                                           |
| Ministre de l'Information                                               | Abdel Salam Jaber (jusqu'au 11/11/2018) Dhaifallah al-Chami          |
| Ministre de l'Industrie et du Commerce                                  | Abdou Mohammed Bichr                                                 |
| Ministre de l'Intérieur                                                 | Abdelhakim Ahmed al-Mawri                                            |
| Ministre de la Justice                                                  | Ahmed Abdallah Akabat                                                |
| Ministre de la Pêche                                                    | Mohammad Mohammad al-Zoubayri                                        |
| Ministre du Pétrole et des Ressources minérales                         | Ahmed Abdullah Naji Dars                                             |
| Ministre de la Santé et de la Population                                | Taha Ahmed Mohammed al-Motawakil                                     |
| Ministre du Plan et de la Coopération internationale                    | Abdelaziz al-Koumaïm                                                 |
| Ministre de la Jeunesse et des Sports                                   | Hassan Mohammed Zaïd                                                 |
| Ministre du Tourisme                                                    | Nasser Mahfouz Bagazkoz (jusqu'au 07/02/2019) Ahmed al-Ali (intérim) |
| Ministre des Transports                                                 | Zakaria Yahya al-Chami                                               |
| Ministre des Travaux publics                                            | Ghalib Abdallah Moutlaq                                              |
| Ministre des Waqfs                                                      | Charaf Ali al-Koulaisi (jusqu'au 21/12/2018)                         |

### Remaniement du 27 février 2019
- Les nouveaux ministres sont indiqués en gras, ceux ayant changé d'attributions en italique.

| Portefeuille                                                                 | Ministre |
| ---------------------------------------------------------------------------- | --- |
| Premier ministre                                                             | Abdel Aziz ben Habtour |
| Vice-Premier ministre Chargé des Affaires de sécurité                        | Jalal al-Roweichan |
| Vice-Premier ministre Chargé des Affaires de développement                   | Hussein Abdallah Mkabouli |
| Vice-Premier ministre                                                        | Mohammed Salem ben Hafidh |
| Vice-Premier ministre (à partir du 5 novembre 2019)                          | Mahmoud al-Junid |
| Ministre de l'Administration locale                                          | Ali ben Ali al-Kays |
| Ministre des Affaires étrangères                                             | Hicham Charaf Abdallah |
| Ministre des Affaires juridiques                                             | Abdelrahman Ahmed al-Moukhtar |
| Ministre des Affaires sociales et du Travail                                 | Obaid Salem ben Dhabe'a |
| Ministre de l'Agriculture et de l'Irrigation                                 | Abdel Malik Hussein al-Thour |
| Ministre des Assurances                                                      | Talal Aklan |
| Ministre de la Communication et des Technologies                             | Mousfer Abdallah Saleh al-Noumeïr |
| Ministre de la Culture                                                       | Abdallah Ahmad al-Kibsi |
| Ministre de la Défense                                                       | Mohamed al-Atifi |
| Ministre du Dialogue national et de la Réconciliation                        | Ahmed Saleh al-Ganie |
| Ministre des Droits de l'homme                                               | Alia Faisal Abdellatif al-Chaba (jusqu'au 18/01/2020) Radhiya Mohammed Raweh Abdallah                                                              |
| Ministre de l'Eau et de l'Environnement                                      | Nabil Abdallah al-Wazair (jusqu'au 20/12/2020) Abdel-Raqib Abdel Rahman Ahmed al-Charmani                                                          |
| Ministre de l'Éducation et de l'Enseignement                                 | Yahia Badreddine al-Houthi |
| Ministre de l'Enseignement supérieur et de la Formation professionnelle      | Ghazi Ahmed Ali |
| Ministre de l'Énergie et de l'Électricité                                    | Lotf Ali al-Jermouzi |
| Ministre d'État, membre du Conseil des ministres                             | Fares Manaa |
| Ministre d'État, membre du Conseil des ministres                             | Nabih Mohsen Abou Nachtan |
| Ministre d'État, membre du Conseil des ministres                             | Radhiyah Mohammad Abdallah |
| Ministre d'État, membre du Conseil des ministres                             | Aubayd Salem ben Dhabia |
| Ministre d'État, membre du Conseil des ministres                             | Hamid Awadh al-Mizjaji |
| Ministre d'État, membre du Conseil des ministres                             | Abdelaziz Ahmed al-Bakir |
| Ministre d'État, membre du Conseil des ministres                             | Alia Faisal Abdellatif al-Chaba (à partir du 18/01/2020)                                                                                           |
| Ministre d'État Chargé avec les Relations avec le Parlement                  | Ali Abdallah Abo Houlaykah |
| Ministre des Affaires des expatriés                                          | Mohammed Saeed al-Machjari |
| Ministre des Finances                                                        | Saleh Ahmed Chaaban (jusqu'au 03/09/2019) Charafeddine Ali Hussein al-Kahlani                                                                      |
| Ministre de l'Information                                                    | Rachid Abou Lohom |
| Ministre de l'Industrie et du Commerce                                       | Abdou Mohammed Bichr |
| Ministre de l'Intérieur                                                      | Abdelhakim Ahmed al-Mawri (mort le 20/04/2019) Abdel Hakim al-Khaiwani (intérim) Abdelkarim Amir al-Din Hussein al-Houthi (à partir du 07/05/2019) |
| Ministre de la Justice                                                       | Ahmed Abdallah Akabat |
| Ministre de la Pêche                                                         | Mohammad Mohammad al-Zoubayri |
| Ministre du Pétrole et des Ressources minérales                              | Ahmed Abdullah Naji Dars |
| Ministre de la Santé et de la Population                                     | Taha Ahmed Mohammed al-Motawakil |
| Ministre du Plan et de la Coopération internationale                         | Abdelaziz al-Koumaïm |
| Ministre de la Jeunesse et des Sports                                        | Hassan Mohammed Zaïd |
| Ministre du Tourisme                                                         | Ahmed al-Ali (intérim) |
| Ministre des Transports                                                      | Zakaria Yahya al-Chami |
| Ministre des Travaux publics                                                 | Ghalib Abdallah Moutlaq |
| Ministre de l'Orientation et des Affaires du hadj et de la omra (22/03/2021) | Najeeb Nasser Al-Ajji |

### Remaniement du 24 avril 2021
- Les nouveaux ministres sont indiqués en gras, ceux ayant changé d'attributions en italique.

| Portefeuille                                                            | Ministre                                                               |
| ----------------------------------------------------------------------- | ---------------------------------------------------------------------- |
| Premier ministre                                                        | Abdel Aziz ben Habtour                                                 |
| Vice-Premier ministre Chargé des Affaires de sécurité                   | Jalal al-Roweichan                                                     |
| Vice-Premier ministre Chargé des Affaires de développement              | Hussein Abdallah Mkabouli                                              |
| Vice-Premier ministre                                                   | Mohammed Salem ben Hafidh                                              |
| Vice-Premier ministre                                                   | Mahmoud al-Junid                                                       |
| Ministre de l'Administration locale                                     | Ali ben Ali al-Kays                                                    |
| Ministre des Affaires étrangères                                        | Hicham Charaf Abdallah                                                 |
| Ministre des Affaires juridiques                                        | Abdelrahman Ahmed al-Moukhtar                                          |
| Ministre des Affaires sociales et du Travail                            | Obaid Salem ben Dhabe'a                                                |
| Ministre de l'Agriculture et de l'Irrigation                            | Abdel Malik Hussein al-Thour                                           |
| Ministre des Assurances                                                 | Salim Al-Mughalis                                                      |
| Ministre de la Communication et des Technologies                        | Mousfer Abdallah Saleh al-Noumeïr                                      |
| Ministre de la Culture                                                  | Abdallah Ahmad al-Kibsi                                                |
| Ministre de la Défense                                                  | Mohamed al-Atifi                                                       |
| Ministre du Dialogue national et de la Réconciliation                   | Ahmed Saleh al-Ganie                                                   |
| Ministre des Droits de l'homme                                          | Radhiya Mohammed Raweh Abdallah                                        |
| Ministre de l'Eau et de l'Environnement                                 | Abdel-Raqib Abdel Rahman Ahmed al-Charmani                             |
| Ministre de l'Éducation et de l'Enseignement                            | Yahia Badreddine al-Houthi                                             |
| Ministre de l'Enseignement supérieur et de la Formation professionnelle | Ghazi Ahmed Ali                                                        |
| Ministre de l'Énergie et de l'Électricité                               | Lotf Ali al-Jermouzi (jusqu'au 05/06/2021) Ahmed Mohammed Ahmed Al-Ali |
| Ministre d'État, membre du Conseil des ministres                        | Fares Manaa                                                            |
| Ministre d'État, membre du Conseil des ministres                        | Nabih Mohsen Abou Nachtan                                              |
| Ministre d'État, membre du Conseil des ministres                        | Radhiyah Mohammad Abdallah                                             |
| Ministre d'État, membre du Conseil des ministres                        | Aubayd Salem ben Dhabia                                                |
| Ministre d'État, membre du Conseil des ministres                        | Hamid Awadh al-Mizjaji                                                 |
| Ministre d'État, membre du Conseil des ministres                        | Abdelaziz Ahmed al-Bakir                                               |
| Ministre d'État, membre du Conseil des ministres                        | Alia Faisal Abdellatif al-Chaba                                        |
| Ministre d'État Chargé avec les Relations avec le Parlement             | Ali Abdallah Abo Houlaykah                                             |
| Ministre des Affaires des expatriés                                     | Mohammed Saeed al-Machjari                                             |
| Ministre des Finances                                                   | Charafeddine Ali Hussein al-Kahlani                                    |
| Ministre de l'Information                                               | Rachid Abou Lohom                                                      |
| Ministre de l'Industrie et du Commerce                                  | Abdou Mohammed Bichr                                                   |
| Ministre de l'Intérieur                                                 | Abdelkarim Amir al-Din Hussein al-Houthi                               |
| Ministre de la Justice                                                  | Nabil Al-Azzani                                                        |
| Ministre de la Pêche                                                    | Mohammad Mohammad al-Zoubayri                                          |
| Ministre du Pétrole et des Ressources minérales                         | Ahmed Abdullah Naji Dars                                               |
| Ministre de la Santé et de la Population                                | Taha Ahmed Mohammed al-Motawakil                                       |
| Ministre du Plan et de la Coopération internationale                    | Abdelaziz al-Koumaïm                                                   |
| Ministre de la Jeunesse et des Sports                                   | Muhammad al-Moaydi                                                     |
| Ministre du Tourisme                                                    | Ahmed al-Ali (intérim) Ahmed al-Amir (à partir du 31/05/2021)          |
| Ministre des Transports                                                 | Amer Al-Marani                                                         |
| Ministre des Travaux publics                                            | Ghalib Abdallah Moutlaq                                                |
| Ministre de l'Orientation et des Affaires du hadj et de la omra         | Najeeb Nasser Al-Ajji                                                  |
| Vice-ministre de la Justice (14/11/2021)                                | Ismail Ibrahim Mohammed Ahmed Al-Wazir                                 |

### Remaniement du 27 avril 2022
- Les nouveaux ministres sont indiqués en gras, ceux ayant changé d'attributions en italique.

| Portefeuille                                                            | Ministre                                                               |
| ----------------------------------------------------------------------- | ---------------------------------------------------------------------- |
| Premier ministre                                                        | Abdel Aziz ben Habtour                                                 |
| Vice-Premier ministre Chargé des Affaires de sécurité                   | Jalal al-Roweichan                                                     |
| Vice-Premier ministre Chargé des Affaires de développement              | Hussein Abdallah Mkabouli                                              |
| Vice-Premier ministre                                                   | Mohammed Salem ben Hafidh                                              |
| Vice-Premier ministre                                                   | Mahmoud al-Junid                                                       |
| Ministre de l'Administration locale                                     | Ali ben Ali al-Kays                                                    |
| Ministre des Affaires étrangères                                        | Hicham Charaf Abdallah                                                 |
| Ministre des Affaires juridiques                                        | Abdelrahman Ahmed al-Moukhtar                                          |
| Ministre des Affaires sociales et du Travail                            | Obaid Salem ben Dhabe'a                                                |
| Ministre de l'Agriculture et de l'Irrigation                            | Abdel Malik Hussein al-Thour                                           |
| Ministre des Assurances                                                 | Salim Al-Mughalis                                                      |
| Ministre de la Communication et des Technologies                        | Mousfer Abdallah Saleh al-Noumeïr                                      |
| Ministre de la Culture                                                  | Abdallah Ahmad al-Kibsi                                                |
| Ministre de la Défense                                                  | Mohamed al-Atifi                                                       |
| Ministre du Dialogue national et de la Réconciliation                   | Ahmed Saleh al-Ganie                                                   |
| Ministre des Droits de l'homme                                          | Radhiya Mohammed Raweh Abdallah                                        |
| Ministre de l'Eau et de l'Environnement                                 | Abdel-Raqib Abdel Rahman Ahmed al-Charmani                             |
| Ministre de l'Éducation et de l'Enseignement                            | Yahia Badreddine al-Houthi                                             |
| Ministre de l'Enseignement supérieur et de la Formation professionnelle | Ghazi Ahmed Ali                                                        |
| Ministre de l'Énergie et de l'Électricité                               | Ahmed Mohammed Ahmed Al-Ali (jusqu'au 14/06/2022) Muhammad Al-Bukhaiti |
| Ministre d'État, membre du Conseil des ministres                        | Fares Manaa                                                            |
| Ministre d'État, membre du Conseil des ministres                        | Nabih Mohsen Abou Nachtan                                              |
| Ministre d'État, membre du Conseil des ministres                        | Radhiyah Mohammad Abdallah                                             |
| Ministre d'État, membre du Conseil des ministres                        | Aubayd Salem ben Dhabia                                                |
| Ministre d'État, membre du Conseil des ministres                        | Hamid Awadh al-Mizjaji                                                 |
| Ministre d'État, membre du Conseil des ministres                        | Abdelaziz Ahmed al-Bakir                                               |
| Ministre d'État, membre du Conseil des ministres                        | Alia Faisal Abdellatif al-Chaba                                        |
| Ministre d'État, membre du Conseil des ministres                        | Muhammad Ahmed Al-Ali (à partir du 14/06/2022)                         |
| Ministre d'État, membre du Conseil des ministres                        | Ahmed Nasser Al Hamati (à partir du 12/08/2023)                        |
| Ministre d'État Chargé avec les Relations avec le Parlement             | Ali Abdallah Abo Houlaykah                                             |
| Ministre des Affaires des expatriés                                     | Mohammed Saeed al-Machjari                                             |
| Ministre des Finances                                                   | Charafeddine Ali Hussein al-Kahlani                                    |
| Ministre de l'Information                                               | Rachid Abou Lohom                                                      |
| Ministre de l'Industrie et du Commerce                                  | Muhammad Sharaf Amir al-Din al-Mutahar                                 |
| Ministre de l'Intérieur                                                 | Abdelkarim Amir al-Din Hussein al-Houthi                               |
| Ministre de la Justice                                                  | Nabil Al-Azzani                                                        |
| Ministre de la Pêche                                                    | Mohammad Mohammad al-Zoubayri                                          |
| Ministre du Pétrole et des Ressources minérales                         | Ahmed Abdullah Naji Dars                                               |
| Ministre de la Santé et de la Population                                | Taha Ahmed Mohammed al-Motawakil                                       |
| Ministre du Plan et de la Coopération internationale                    | Abdelaziz al-Koumaïm                                                   |
| Ministre de la Jeunesse et des Sports                                   | Muhammad al-Moaydi                                                     |
| Ministre du Tourisme                                                    | Ahmed al-Amir                                                          |
| Ministre des Transports                                                 | Abdul Wahab Yahya Nasser Al-Durra                                      |
| Ministre des Travaux publics                                            | Ghalib Abdallah Moutlaq                                                |
| Ministre de l'Orientation et des Affaires du hadj et de la omra         | Najeeb Nasser Al-Ajji                                                  |
| Vice-ministre de la Justice                                             | Ismail Ibrahim Mohammed Ahmed Al-Wazir                                 |